# Tomasz Biel
Tomasz Biel (ur. 12 grudnia 1909) – polski „Sprawiedliwy wśród Narodów Świata”.

## Życiorys
Tomasz Biel w latach 30. XX wieku pracował jako górnik we Francji. W 1935 roku Maria i Tomasz Bielowie zakupili od Żyda, Mojżesza Riegelhaupta, gospodarstwo w Wojakowie. Obie rodziny łączyła przyjazna relacja. 
W trakcie II wojny światowej mieszkał wraz z żoną Marią właśnie we wsi Wojakowa (woj. małopolskie, wówczas dystrykt Galicja). Od 1942 r. ukrywał w swoim mieszkaniu osoby pochodzenia żydowskiego: Zygmunta Riegelhaupta, syna Mojżesza, który uciekł przed wywiezieniem do getta w Zakliczynie wraz z bratem szwagra, Izaakiem Taugerem. Po kilku miesiącach dołączył do nich także Mojżesz wraz z córką Reginą oraz synowa, Rywka wraz z dwiema córkami, Pesią i Itą. Tomasz ukrywał ich w specjalnej kryjówce na przełomie 1942 i 1943 roku. Żona Tomasza, pani Biel, zanosiła kosze z żywnością i gazetami przykrytymi warzywami. W ten sposób Zygmunt i Mojżesz mogli śledzić wydarzenia wojny będąc niewykrywalnymi dla władz okupacyjnych. Na wiosnę Żydzi przenieśli się do lasu i co jakiś czas przychodzili do domu Bielów po żywność i schronienie w domu na okres dwa lub trzech dni. 
Żydzi przetrwali wojnę. Zygmunt Riegelhaupt po latach wspominał: „Bielowie chcieli naszego przetrwania i w niesieniu pomocy nie szczędzili swej ofiarności. Pomagali wszelkimi możliwymi sposobami: przechowywali nas, żywili, napawali otuchą". 
15 września 1991 r. Instytut Jad Waszem uhonorował Tomasza i Marię Bielów medalem „Sprawiedliwy wśród Narodów Świata”. 